# Iwanami-Verlag

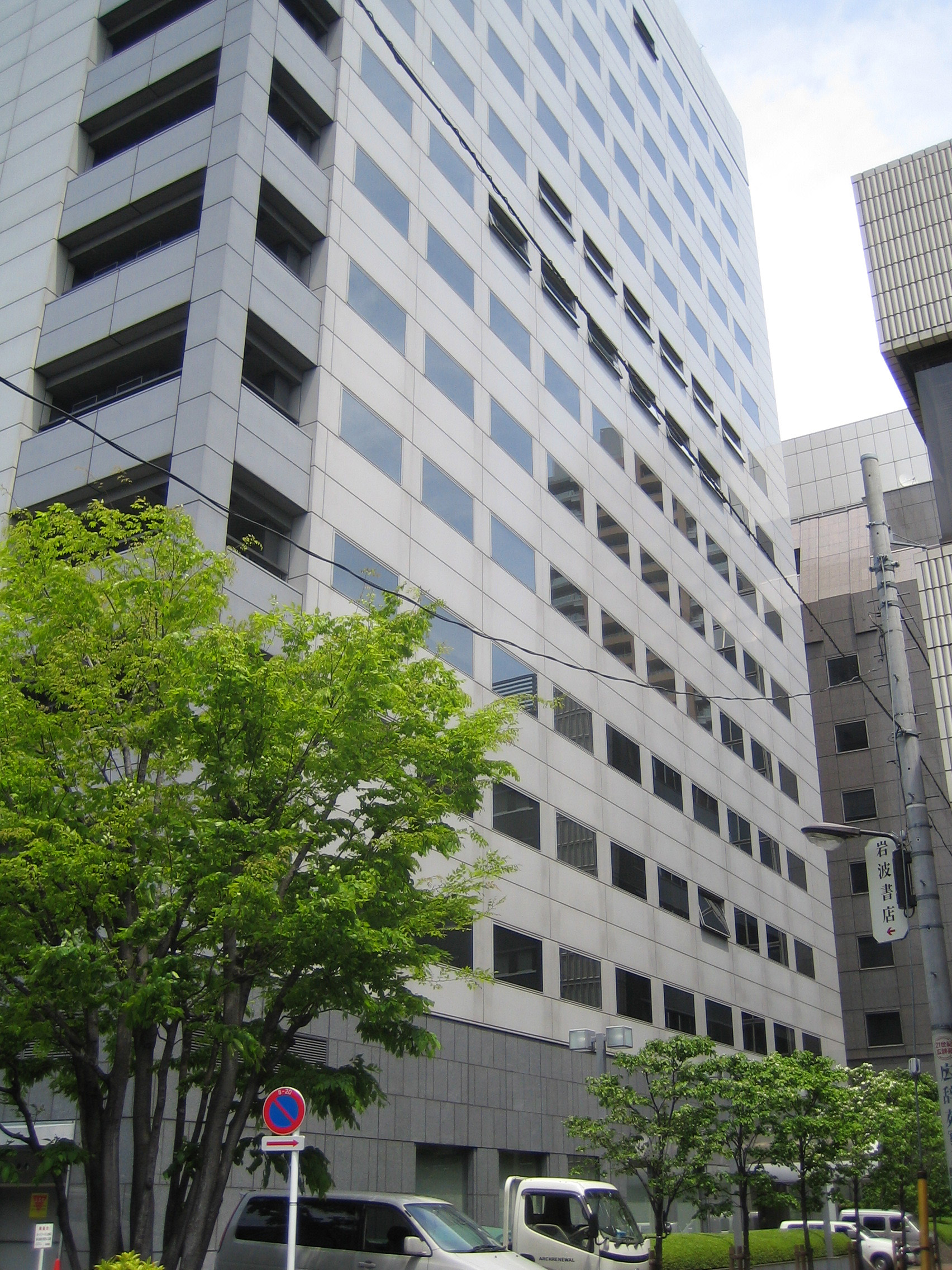
Iwanami-Zentrale im Stadtteil Hitotsubashi im Zentrum von Tokio

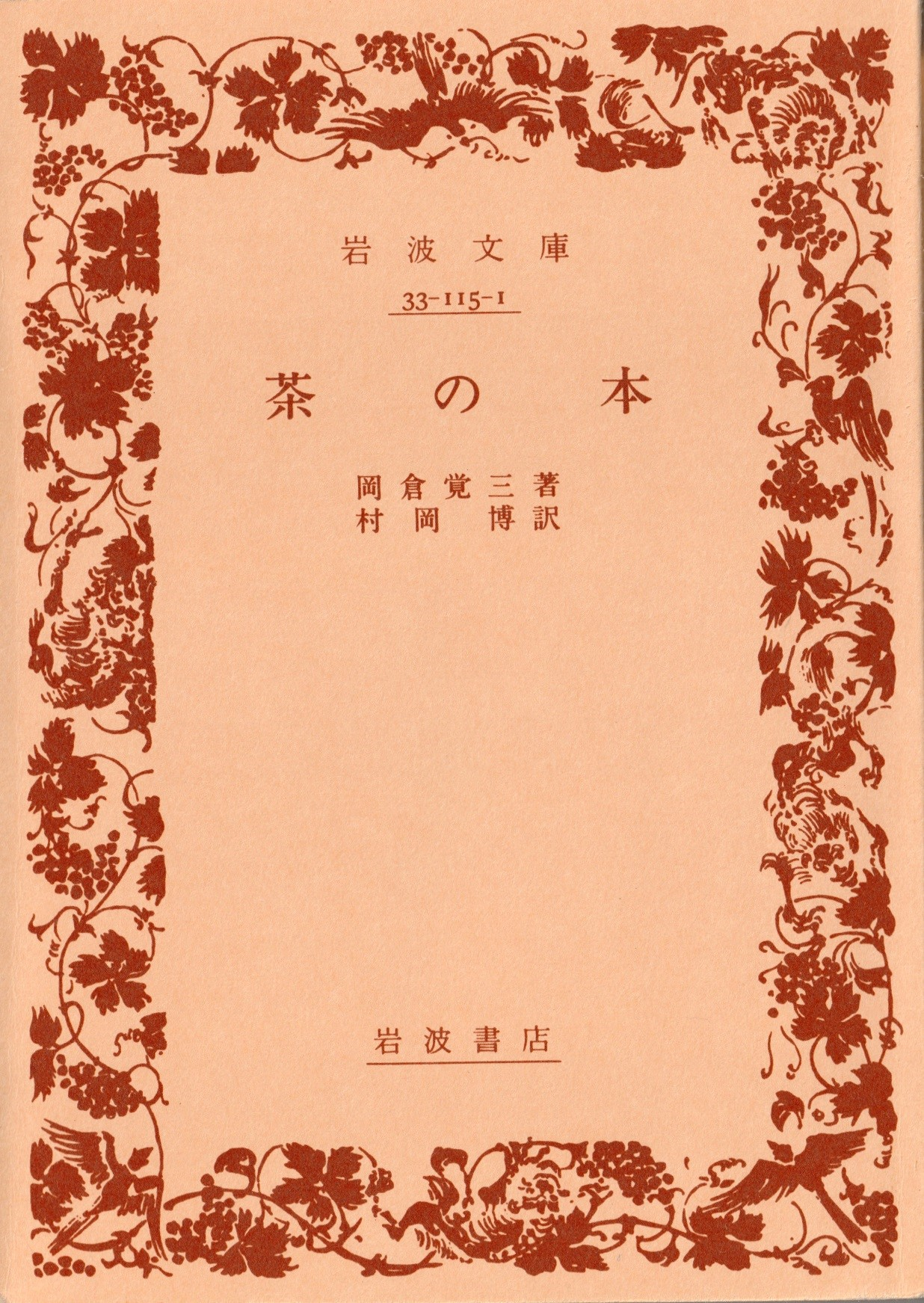
Iwanami Bunko Umschlag

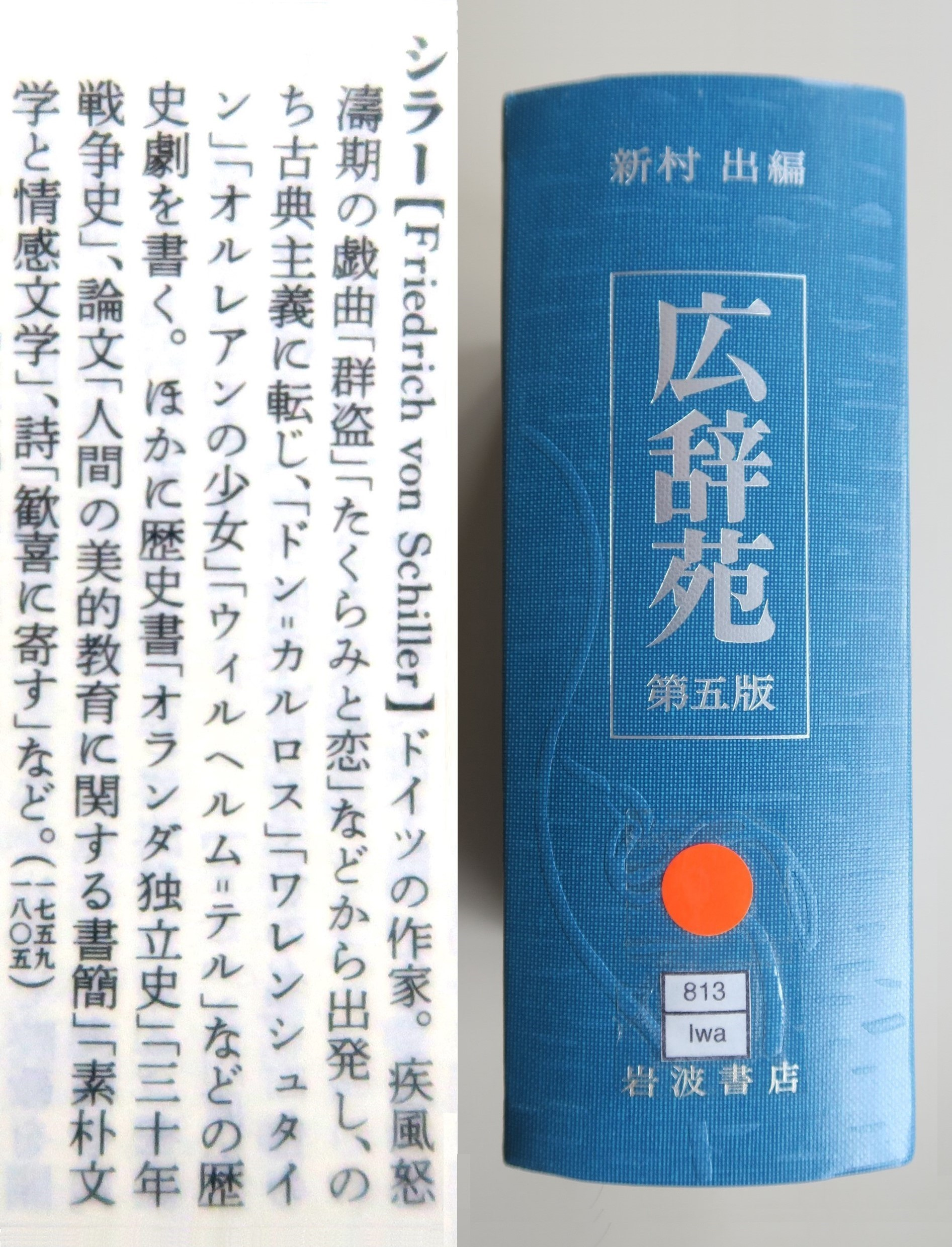
Kōjien, s. unten

Der Iwanami-Verlag (japanisch 岩波書店, Iwanami shoten) wurde 1913 von Iwanami Shigeo gegründet. Er gehört bis heute zu den wichtigsten Verlagen Japans. Der Verlag gibt auch das Kōjien heraus, ein Wörterbuch der japanischen Sprache.
Die in dieser Form seit 1949 bestehende Aktiengesellschaft Iwanami-Verlag (株式会社岩波書店 kabushiki-gaisha Iwanami shoten, englisch „Iwanami Shoten, Publishers.“) hat ihren Sitz im Bezirk (-ku/„City“) Chiyoda der Präfektur (-to/„Metropolis“) Tokio.

## Geschichte
Iwanami Shigeo, der 1913 in Tōkyō im Stadtteil Kanda ein Antiquariat eröffnet hatte, konnte 1914 Natsume Sōsekis Novelle Kokoro publizieren, womit er einen solchen Erfolg hatte, dass er sich entschloss, sein Antiquariat in einen Verlag umzuwandeln.
Ein zentraler Gedanke Iwanamis war es, anspruchsvolles Wissen in der Bevölkerung zu verstärken. Er brachte in den nächsten Jahren etwa 260 Bücher heraus, neben 85 Romanen 55 Bücher mit philosophischem Inhalt, 25 mit naturwissenschaftlichen Themen, 35 sozialwissenschaftliche Monografien, 35 kunst- bzw. musikwissenschaftliche Werke und 20 Bildbände mit Holzschnitt-Reproduktionen.
Im Juli 1927 erschienen die ersten 22 Taschenbücher der neu gegründeten Reihe „Iwanami Bunko“, darunter das Nigorie – Takekurabe der Schriftstellerin Higuchi Ichiyō, Platons Apologie und Tschechows Kirschgarten. Bis heute wird in jedem Buch der Reihe das Nachwort Iwanamis abgedruckt, das er zum Start der Reihe verfasst hatte. Er schrieb u. a., dass er beabsichtige, neben Büchern zur Unterhaltung auch solche mit philosophischem Inhalt herauszugeben, sowohl von japanischen als auch von westlichen Autoren. Beim Format habe er sich an den Reclam-Heften orientiert, da die Reihe zu einem für jedermann erschwinglichen Preis erscheinen solle. Der Einband wurde von Hirafuku Hyakusui (1877–1933) gestaltet. Das war der Beginn einer erfolgreichen Publikationsreihe.
In den 1930er Jahren geriet Iwanami mit Publikationen, die die Abstammung des Tennō auf geschichtlicher Basis diskutierten, in Schwierigkeiten, wurde aber schließlich freigesprochen. 1946 wurde Iwanami für sein Lebenswerk mit dem japanischen Kulturorden ausgezeichnet.
Nach Iwanamis Tod 1946 wurde der Verlag von seinem zweiten Sohn, Iwanami Jūjirō (岩波雄二郎; 1919–2007), weitergeführt. Danach schied die Familie aus der Leitung aus.
Bei der Einführung der ISBN-Verlagsnummer in den 1980er Jahren konnte sich der Verlag die „00“ sichern. So hat das angezeigte Taschenbuch „茶の本“ (Cha no hon) der Bunko-Reihe die ISBN 4-00-331151-5.

## Zeitschriften und Serien

### Zeitschriften
- Tosho (図書) Bibliothekswesen
- Sekai – Genronshi (世界 – 言論誌) ab 1946
- Shisō (思想) – Gedankenwelt  ab 1921
- Kagaku (科学) Naturwissenschaften ab 1931
- Bungaku (文学) Geisteswissenschaften
- Kankyō to Kōgai (環境と公害) Umwelt und Umweltprobleme
- Als Verlagszeitschrift erschien ab 1936 Iwanami shoten shinkan (岩波書店新刊)

Einige Zeitschriften wurden eingestellt.

### Serien
- Iwanami bunko (岩波文庫) ab 1927
- Iwanami Koza (岩波講座) ab 1928
- Iwanami Shinsho (岩波新書) ab 1938
- Iwanami Shonen-bunko (岩波少年文庫) ab 1950
- Iwanami Iwanami Kodomo no Hon (岩波のこどもの本) ab 1953
- Iwanami Iwanami Junia Shinsho (岩波ジュニア新書) ab 1979
- Iwanami Booklet (岩波ブックレット) ab 1982
- Iwanami Library (岩波科学ライブラリ) ab 1993
- Iwanami Gendai-bunko (岩波現代文庫) ab 2000
- Iwanami Gendai Zensho (岩波現代全書) ab 2013

Einige Serien wurden auch wieder eingestellt.
Zu weiteren bekannten Serien des Verlages gehören, neben dem erwähnten Iwanami Bunko:
- „Nihon bungaku koten“ (日本文学古典) – „Klassiker der japanischen Literatur“,
- „Nihon shisō“ (日本思想) – Japanische Gedankenwelt,
- „Gendai Nihon bungaku“ (現代日本文学),
- „Tōyō bungaku“ (東洋文学),
- „Namboku-Ō bungaku sonota“ (南北欧文学その他),
- „Rekishi - chiri“ (歴史・地理),
- „Shizen kagaku“ (自然科学) und
- „Hōritsu - seiji“ (法律政治)

## Kōjien und andere Lexika
- Das einbändige Kōjien (広辞苑), das 1935 unter der Bezeichnung Jien (辞苑) erschienen war, kam 1955 unter dem gegenwärtigen Namen heraus. Es ist mehr als ein reines Nachschlagewerk für Begriffe, da es auch Kurzartikel, wie hier zu Friedrich Schiller, und zahlreiche Zeichnungen enthält. Das Kōjien fand eine weite Verbreitung, 2018 erschien die 7. Auflage.